# أكاديمجورودوك

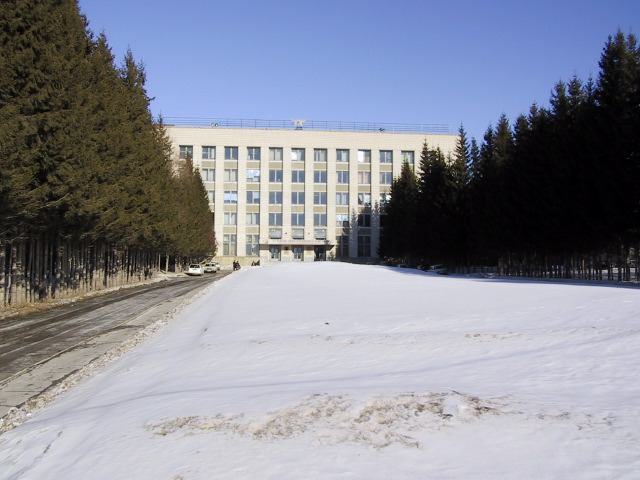
معهد الفيزياء النووية في أكاديمجورودوك

أكاديمجورودوك Akademgorodok (الروسية:Академгородо́к) أي «المدينة الأكاديمية» بالروسية. أحد أهم مظاهر اهتمام الاتحاد السوفيتي السابق بالعلم والعلماء.
أسستها أكاديمية العلوم السوفيتية في الخمسينيات تقع على بعد 20 كلم جنوب مدينة نوفوسيبيرسك الروسية وهي المركز التعليمي العلمي في سيبريا تقع في منتصف غابة وعلى شاطئ بحر أوب وهي بحيرة صناعية لتكون خزاناً لنهر أوب . توجد بها جامعة و35 مركز بحث وأكاديمية زراعية وأخرى طبية وبنايات سكنية وأكواخ ومرافق أخرى مثل: المحلات والمطاعم والمستشفيات والمقاهي ودور السينما والنوادي والمكتبات.
بيت العلماء (Dom Uchyonykh) هو مركز اجتماعي للمدينة به مكتبة تحتوي على 100,000 كتاب من الكلاسيكيات الروسية والأدب الحديث وكذلك الأدب الأمريكي والبريطاني والفرنسي والألماني والبولندي والمجلات.
كما أن به معرض للرسوم وقاعات للمحاضرات وقاعات للأوركسترا يقدم المسرحيات النجوم الكبار وكبار الموسيقيين. وقد لعب العالم الفيزيائي والرياضي البارز ميخائيل أليكسيفيتش لافرنتييف وكان يشغل منصب رئيس مجلس الإدارة للقسم السيبيري من أكاديمية العلوم السوفيتية الدور الأبرز في تأسيس أكاديمجورودوك.
في قمة مجدها كان يقطن المدينة 65,000 عالم مع أسرهم وكانت منطقة مميزة للعيش بها وبها محلات مجهزة وبيوت الداشا أو البيوت الروسية التقليدية التي كان لها حديقة لزراعة الخضروات المنزلية.

## مدن أكاديمية سوفيتية أخرى
رغم شهرة أكاديمجورودوك في نوفوسيبيرسك إلى أنها ليست الوحيدة من نوعها في روسيا والاتحاد السوفييتي السابق وإن كان يرجح أنها الأكبر. فهناك أكاديمجورودوك في كل من إركوتسك Irkutsk، كراسنويارسك Krasnoyarsk، تومسك Tomsk والعاصمة الأوكرانية كييف.

## وصلات خارجية
- صور أكاديمجورودوك من القمر الصناعي
- أكاديمجورودوك من موقع المرشد لنوفوسيبيرسك (بالإنجليزية)
- موقع الفرع السيبيري من أكاديمية الروسية للعلوم